# 1138 км (платформа)
1138 км — пасажирський залізничний  зупинний пункт Запорізької дирекції Придніпровської залізниці на електрифікованій лінії Запоріжжя I — Федорівка між станцією Плавні (2 км) та зупинним пунктом Платформа 1141 км (3 км). Розташований у селі Плавні Василівського району Запорізької області, на узбережжі Каховського водосховища.

## Історія
В ході повномасштабного російського вторгнення в Україну та регулярних обстрілів з боку російських окупантів пошкоджені залізничні колії та контактна мережа біля платформи 1138 км. Рух поїздів даною ділянкою припинений з 25 лютого 2022 року.

## Пасажирське сполучення
До повномасштабного російського вторгнення в Україну на зупинному пункті Платформа 1138 км зупинялися приміські електропоїзди Мелітопольського напрямку. Рух поїздів тимчасово припинено до повної деокупації захоплених територій російськими загарбниками.